# Barnes County
Barnes County ist ein County im Bundesstaat North Dakota der Vereinigten Staaten. Der Verwaltungssitz (County Seat) ist Valley City.

## Geographie
Das County liegt im mittleren Südosten von North Dakota und hat eine Fläche von 3919 Quadratkilometern, wovon 56 Quadratkilometer Wasserfläche sind. Es grenzt im Uhrzeigersinn an folgende Countys: Griggs County, Steele County, Cass County, Ransom County, LaMoure County und Stutsman County.

## Geschichte
Barnes County wurde am 4. Januar 1873 als Burbank County gebildet. Am 14. Januar 1875 wurde es umbenannt in Barnes County. Benannt wurde es nach Alanson H. Barnes, einem frühen Richter im Dakota-Territorium. Die Organisation des Countys fand am 6. Januar 1879 statt.
13 Bauwerke und Stätten des Countys sind im National Register of Historic Places eingetragen (Stand 19. März 2018).

## Demografische Daten
Im Gegensatze zu anderen Gegenden des Bundesstaates, der in den letzten Jahrzehnten aufgrund der Ölindustrie einen deutlichen Bevölkerungszuwachs erzielte, fällt die Einwohnerzahl im Logan County bereits seit den 1940er Jahren stetig.
Nach der Volkszählung im Jahr 2000 lebten im Barnes County 11.775 Menschen in 4.884 Haushalten und 3.115 Familien. Die Bevölkerungsdichte betrug 3 Einwohner pro Quadratkilometer. Ethnisch betrachtet setzte sich die Bevölkerung zusammen aus 97,91 Prozent Weißen, 0,45 Prozent Afroamerikanern, 0,76 Prozent amerikanischen Ureinwohnern, 0,19 Prozent Asiaten und 0,12 Prozent aus anderen ethnischen Gruppen; 0,57 Prozent stammten von zwei oder mehr Ethnien ab. 0,54 Prozent der Bevölkerung waren spanischer oder lateinamerikanischer Abstammung.

Alterspyramide des Barnes County

Von den 4.884 Haushalten hatten 27,4 Prozent Kinder und Jugendliche unter 18 Jahre, die bei ihnen lebten. 53,9 Prozent waren verheiratete, zusammenlebende Paare, 6,8 Prozent waren allein erziehende Mütter, 36,2 Prozent waren keine Familien, 31,5 Prozent waren Singlehaushalte und in 15,9 Prozent lebten Menschen im Alter von 65 Jahren oder darüber. Die Durchschnittshaushaltsgröße betrug 2,29 und die durchschnittliche Familiengröße lag bei 2,89 Personen.
Auf das gesamte County bezogen setzte sich die Bevölkerung zusammen aus 22,3 Prozent Einwohnern unter 18 Jahren, 11,3 Prozent zwischen 18 und 24 Jahren, 23,0 Prozent zwischen 25 und 44 Jahren, 23,6 Prozent zwischen 45 und 64 Jahren und 19,8 Prozent waren 65 Jahre alt oder darüber. Das Durchschnittsalter betrug 41 Jahre. Auf 100 weibliche Personen kamen 96,8 männliche Personen. Auf 100 Frauen im Alter von 18 Jahren oder darüber kamen statistisch 95,4 Männer.
Das jährliche Durchschnittseinkommen eines Haushalts betrug 31.166 USD, das Durchschnittseinkommen der Familien betrug 42.149 USD. Männer hatten ein Durchschnittseinkommen von 28.504 USD, Frauen 18.447 USD. Das Prokopfeinkommen betrug 16.566 USD. 6,4 Prozent der Familien und 10,8 Prozent Familien lebten unterhalb der Armutsgrenze. Davon waren 10,9 Prozent Kinder oder Jugendliche unter 18 Jahre und 10,9 Prozent waren Menschen über 65 Jahre.

## Politik
Das Barnes County ist wie der gesamte Bundesstaat republikanisch geprägt. Seit den Präsidentschaftswahlen im Jahre 1900 haben die Demokraten in den Jahren 1912, 1916, 1932, 1936 und 1964 gewonnen. Barack Obamas 48, 14 % im Jahre 2008 bedeuteten das beste Ergebnis für die Demokraten seit der Wahl 1964. Bei den Präsidentschaftswahlen 2020 erzielte Joe Biden nur 32,70 % gegenüber Donald Trumps 64,12 %. Dies hat mit der zunehmenden Stadt-Land-Polarisierung zu tun, wonach die Demokraten in städtischen und die Republikaner in ländlichen Gebieten ihre Hochburgen haben. Diesem Trend folgt auch das dünn besiedelte Barnes County.